# Чжу Муянь
Чжу Муя́нь (кит. упр. 朱木炎, пиньинь Zhū Mùyán, в транскрипции Уэйда-Джайлза — Chu Mu-yen, род. 14 марта 1982) — тайваньский тхэквондист, олимпийский чемпион 2004 года в категории до 58 кг и бронзовый призёр Олимпийских игр 2008 года в этой же категории. Чемпион мира 2003 года, чемпион Универсиады 2003 года.
По национальности — хакка.